# Kiril Metkov
Kiril Metkov (bulgare : Кирил Метков) (né le 1er février 1965 à Sofia en Bulgarie) est un ex-joueur de football professionnel bulgare.
Metkov était réputé comme un bon passeur et un excellent dribbleur.
Il commence sa carrière footballistique en 1983, carrière où il jouera au Lokomotiv Sofia, au CSKA Sofia, au Gamba Osaka et au Slavia Sofia, avant de prendre sa retraite en 1996.

## Palmarès

### Club
CSKA Sofia
- A PFG (1) : 1991-92
- Coupe de Bulgarie (1) : 1992-93